# Mil·losevichita
La mil·losevichita és un mineral de la classe dels sulfats. Rep el seu nom en honor de F. Millosevich (1875-1942), mineralogista italià de la Universitat de Roma.

## Característiques
La mil·losevichita és un sulfat de fórmula química (Al,Fe)₂(SO₄)₃. Cristal·litza en el sistema triclínic. Es troba en forma de diminuts cristalls en agregats granulars; també estalactític porós i masses tosques, de fins a 3 cm. Els homòlegs hidratats de la mil·losevichita inclouen les espècies: UM1976-22-SO:AlFeH, Unnamed (Al Sulphate-Hydrate), metaalunògen i alunògen.
Segons la classificació de Nickel-Strunz, la mil·losevichita pertany a «07.A - Sulfats (selenats, etc.) sense anions addicionals, sense H₂O, amb cations de mida mitjana» juntament amb els següents minerals: mikasaïta, calcocianita, zincosita i ferrotel·lurita.

## Formació i jaciments
Es troba recipitada a alta temperatura provinent dels gasos procedents de l'activitat solfatàrica o de la crema del carbó. Sol trobar-se associada a altres minerals com: sofre, salmiac, letovicita, alunògen i boussingaultita. Va ser descoberta l'any 1913 a Grotta dell'Allume, Porto Levante, illa Vulcano (Illes Eòlies, Sicília, Itàlia).